# Aleksander Kakowski

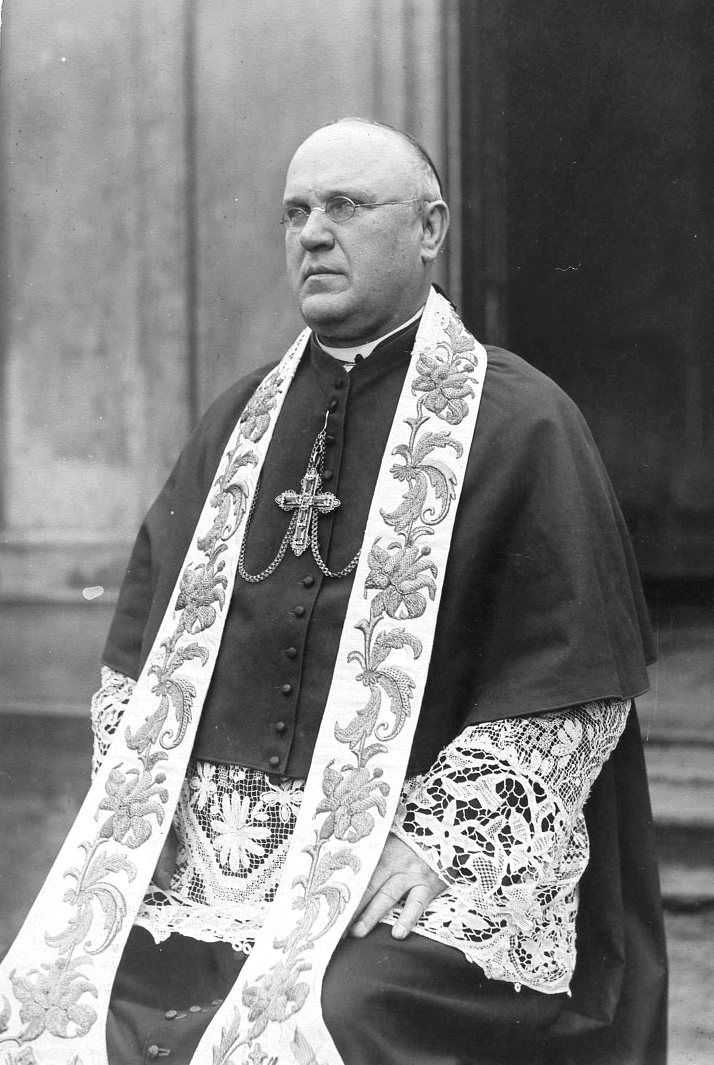
Aleksander Kardinal Kakowski

Kardinalswappen Kakowskis

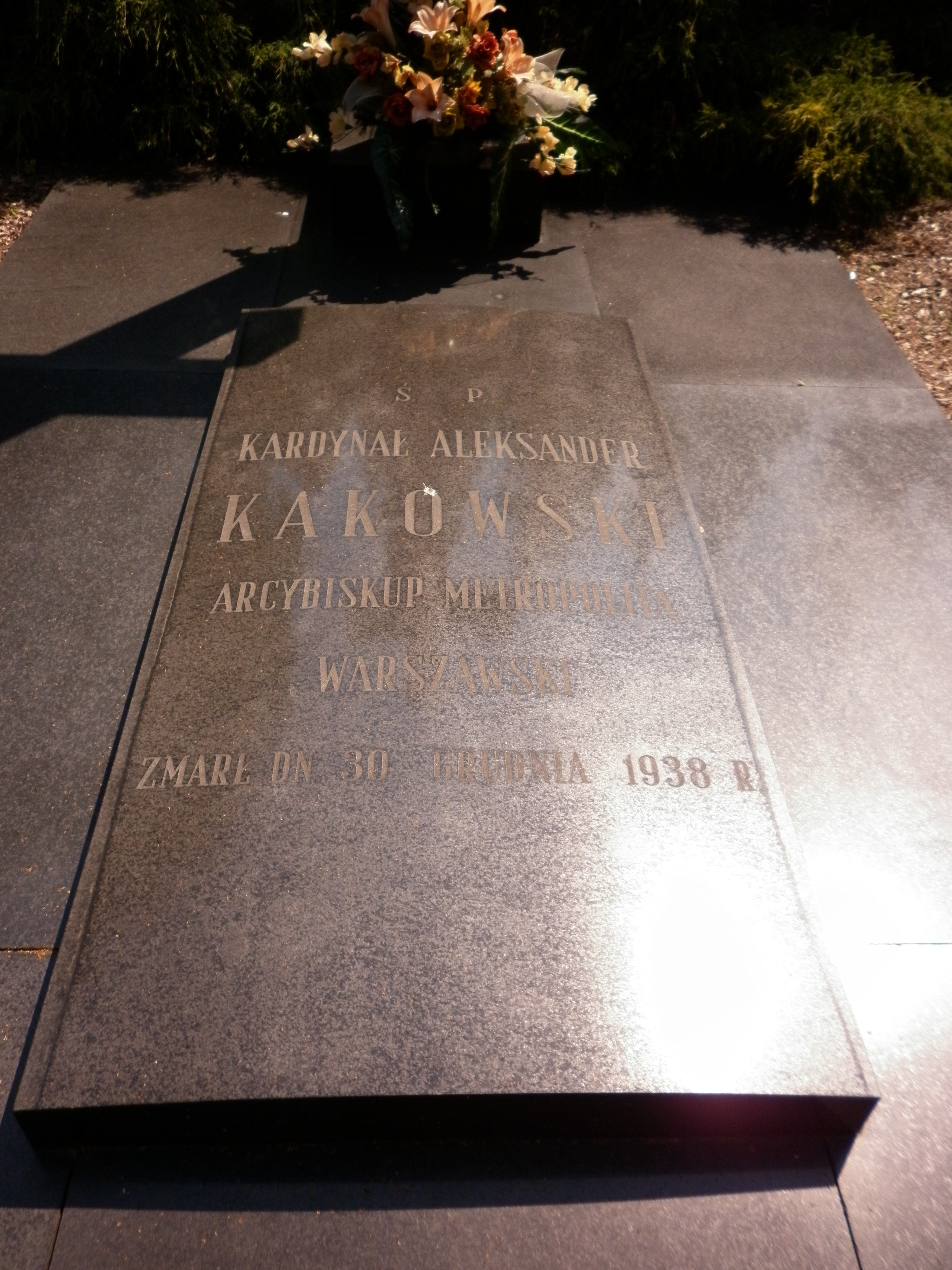
Grab des Kardinals

Aleksander Kardinal Kakowski (* 5. Februar 1862 in Dębiny, Masowien, Polen; † 30. Dezember 1938 in Warschau) war Erzbischof von Warschau und der letzte Primas des Königreichs Polen.

## Leben
Aleksander Kakowski stammte aus einer adligen Grundbesitzerfamilie. Er studierte an der Universität Warschau, in Sankt Petersburg und Rom die Fächer Katholische Theologie und Philosophie. Nach Promotionen in Katholischer Theologie und Kanonischem Recht empfing er am 30. Mai 1886 das Sakrament der Priesterweihe. Von 1886 bis 1911 nahm er verschiedene Aufgaben im Erzbistum Warschau wahr, zunächst als Gemeindepriester, dann als Kirchenrechtler bei der Diözesankurie. Darüber hinaus leitete er drei Jahre lang das Priesterseminar und versah die Aufgabe des Zensors für religiöse Bücher. Von 1910 bis 1913 leitete er die Kirchliche Hochschule in Sankt Petersburg und unterrichtete das Fach Kanonisches Recht. 1911 wurde ihm der Ehrentitel eines Päpstlichen Hausprälaten verliehen.
1913 ernannte ihn Papst Pius X. zum Erzbischof von Warschau. Die Bischofsweihe spendete ihm am 22. Juni 1913 in Sankt Petersburg Stanisław Casimir Zdzitowiecki, Bischof von Włocławek, Mitkonsekratoren waren Jan Cieplak, Weihbischof im Erzbistum Mohilev, und Longin Zarnowiecki, Weihbischof im Bistum Luzk, Schytomyr und Kamjanez. Aleksander Kakowskis bischöflicher Wahlspruch war: Operare sperare („Im Handeln hoffen“).
In den Jahren 1917 und 1918 war Aleksander Kakowski eines der drei Mitglieder im Regentschaftsrat des Regentschaftskönigreichs Polen und ab 1916 Titular-Primas des Königreichs Polen. Papst Benedikt XV. nahm ihn im Jahre 1919 als Kardinalpriester mit der Titelkirche Sant’Agostino in das Kardinalskollegium auf. 1935 leitete Kardinal Kakowski die Begräbnisfeierlichkeiten für Marschall Piłsudski. 
Gemeinsam mit dem Primas August Hlond verfasste er eine Denkschrift, in der es als Aufgabe der Kirche bezeichnet ist, die polnische Jugend davor zu bewahren, dass sie „verjude“. In einem gemeinsamen Schreiben an das Ministerium für religiöse Bekenntnisse und öffentliche Bildung beschwerten sich beide Bischöfe, dass „jüdische Lehrer nicht positiv auf das Kind im Geiste der katholischen Moral einwirken“.
Anfang des Jahres 1938 wurde Kakowski zum Kanzler des Kapitels beim Orden vom Weißen Adler gewählt.
Aleksander Kakowski wurde auf dem Warschauer Bródno-Friedhof beigesetzt.